# Vidas Cruzadas
Vidas Cruzadas é uma telenovela brasileira produzida e exibida pela RecordTV entre 20 de novembro de 2000 e 16 de abril de 2001, em 127 capítulos, substituindo Marcas da Paixão e sendo substituída por Roda da Vida.
Escrita por Marcos Lazarini, com colaboração de Ecila Pedroso e Maurício Guarize, sob direção de Cláudio Cavalcanti e Fernando Leal, direção geral de Henrique Martins e direção de núcleo de Atílio Riccó. Foi o último trabalho de Atílio no Brasil antes de se mudar para Portugal em 2001.
Conta com Patrícia de Sabrit, Dalton Vigh, Alexandre Barillari, Sérgio Britto, Laura Cardoso, Gianfrancesco Guarnieri, Ângela Leal e Juca de Oliveira nos papéis principais.

## Enredo
Ao descobrir que sua filha, Beatriz (Ângela Leal), engravidou de um homem pobre, o milionário de Recife Teodoro Oliveira de Barros (Sérgio Britto) manda dar um fim no rapaz e faz um acordo com o Comendador Aquiles (Juca de Oliveira), que se dispõe a casar-se com ela e assumir o bebê desde que seja homem. Quando uma menina nasce, Teodoro a troca pelo menino recém-nascido de seu funcionário, Ambrósio (Mário Schoemberger), cuja esposa morreu no parto, mantendo a menina em um internato para que ninguém nunca desconfie.
Após 21 anos a doce Letícia (Patrícia de Sabrit) retorna à Recife e se apaixona por Aquiles (Alexandre Barillari), o falso filho de Beatriz, que se tornou um mulherengo arrogante e inconsequente. Ao descobrir, Teodoro decide matar a própria neta para encobrir a mentira, porém ela sobrevive ao ser salva pelo charmoso Lucas (Dalton Vigh), que a ajuda a investigar o que está por trás do atentado e se vingar dos Oliveira de Barros, enquanto vivem um intenso amor, atrapalhado por Rafaela (Valéria Alencar), que ela nem imagina ser sua irmã. A única que sabe da troca dos bebês, Natalia (Laura Cardoso) viu seu casamento com Teodoro ruir com o passar dos anos pelo peso de mentir para a própria filha.
No entanto ela redescobre o amor com Polocarpo (Gianfrancesco Guarnieri), namorado de juventude que nunca a esqueceu, tendo que enfrentar a fúria do marido. Amaro (Jayme Periard) parecia o homem dos sonhos, porém ao se casar com Leonor (Martha Mellinger) passa a agredi-la. Apaixonados um pelo outro, Zé Carlos (Petrônio Gontijo) e Janine (Ana Cecília Costa) nunca relevaram os sentimentos, contanto com ajuda dos amigos Renata (Karina Bacchi) e Luisinho (Sérgio Amorim) para desenrolar a situação. Ainda o cômico romance entre  o tímido Douglas (Felipe Folgosi) e a fogosa Raquel (Micaela Góes).

## Elenco
| Ator                     | Personagem                               |
| ------------------------ | ---------------------------------------- |
| Patrícia de Sabrit       | Letícia Ambrósio / Luísa                 |
| Dalton Vigh              | Lucas de Assis                           |
| Alexandre Barillari      | Aquiles Oliveira de Barros Machado Filho |
| Sérgio Britto            | Teodoro Oliveira de Barros               |
| Laura Cardoso            | Natália Oliveira de Barros               |
| Gianfrancesco Guarnieri  | Policarpo Quaresma                       |
| Ângela Leal              | Beatriz Oliveira de Barros               |
| Valéria Alencar          | Rafaela Oliveira de Barros               |
| Petrônio Gontijo         | José Carlos Coutinho (Zé)                |
| Ana Cecília Costa        | Janine                                   |
| Jayme Periard            | Dr. Amaro                                |
| Martha Mellinger         | Leonor                                   |
| Narjara Turetta          | Selma Duarte                             |
| Micaela Góes             | Raquel                                   |
| Felipe Folgosi           | Douglas                                  |
| Gésio Amadeu             | Josué Santiago                           |
| Ângela Correa            | Guiomar Santiago                         |
| Nill Marcondes           | Léo Santiago                             |
| Mário Schoemberger       | Ambrósio                                 |
| Eduardo Lago             | Dr. Humberto                             |
| Karina Bacchi            | Renata                                   |
| Sérgio Amorim            | Luisinho                                 |
| Sônia Guedes             | Loreta                                   |
| Gabriela Alves           | Maria Josefa Quaresma (Marijô)           |
| Lucimara Martins         | Manuela Santiago                         |
| Grace Gianoukas          | Cecilia                                  |
| Desirée Vignolli         | Doroteia                                 |
| Ícaro Silva              | Cacá                                     |
| Adelson Dornellas        | Baltazar                                 |
| Felipe Levy              | Leonel                                   |
| Ariel Borghi             | Martim Quaresma                          |
| Glória Portella          | Darcy                                    |
| Leonardo Paes Leme       | Juvenal                                  |
| Paulo Vasconcelos        | Paulo                                    |
| Renato Chocair Rodriguez | Fernando                                 |
| Domingos Montagner       | Rubens                                   |
| Clenira Melo             | Cida                                     |
| Ivanildo Silva           | Expedito                                 |

### Participações especiais
| Ator               | Personagem                 |
| ------------------ | -------------------------- |
| Juca de Oliveira   | Comendador Aquiles Machado |
| Guadalupe Mendonça | Rita                       |
| Genézio de Barros  | Mariano Quaresma           |

## Trilha sonora
Capa: Patrícia de Sabrit
| N.º | Título             | Música                | Personagem tema  | Duração |  |
| 1.  | "Eternamente"      | Belo                  | Tema de abertura | 4:26    |  |
| 2.  | "Meus Sentimentos" | Harmonia do Samba     |                  | 4:32    |  |
| 3.  | "Amor Demais"      | Soweto                |                  | 3:34    |  |
| 4.  | "Transas"          | Fabio Jr.             |                  | 3:16    |  |
| 5.  | "Abre Coração"     | Guilherme & Santiago  |                  | 3:29    |  |
| 6.  | "Teu Beijo"        | Família Lima          |                  | 4:16    |  |
| 7.  | "Olhos"            | Leandro Lehart        |                  | 4:50    |  |
| 8.  | "Alma Metade"      | Marcelo Marcky        |                  | 4:19    |  |
| 9.  | "Tudo Passa"       | Adryana e a Rapaziada |                  | 3:57    |  |
| 10. | "Intuição"         | Netinho               |                  | 3:42    |  |
| 11. | "Gudibay"          | Banda Eva             |                  | 3:10    |  |
| 12. | "1800 Colinas"     | Paula Toller          |                  | 3:48    |  |
| 13. | "Berreco"          | Cláudinho & Buxexa    |                  | 3:45    |  |

## Reprise
Foi reprisada pela Rede Família de 9 de novembro de 2020 a 30 de abril de 2021 às 19h30, em 125 capítulos, substituindo Pecado Mortal e sendo substituída por Cidadão Brasileiro, sendo essa a sua primeira reprise desde a sua estreia em 2000. A novela está disponível na íntegra no YouTube, na versão da última reprise.